# 卜部兵吉
卜部 兵吉（うらべ　ひょうきち、嘉永6年（1853年） - 昭和元年（1926年）12月30日）は、明治・大正期の日本の商人、江井ヶ嶋酒造株式会社創業者。

## 略歴
嘉吉の乱（1441年）の後播磨国（現在の兵庫県南西部）の江井ヶ島（現明石市大久保町）に定住していた卜部氏の末裔である。卜部八右衛門（四代目 卜部八兵衛）の次男として嘉永6年（1853年）に生まれ、16歳より神戸の明親館に学ぶ。その後、明石の景徳館で教鞭を執った後、江井ヶ島に戻り、家業の酒造業から分家し明治6年（1873年）に独立開業。
明治10年（1877年）には24歳で県会議員に当選。江井ヶ島での酒造業の発展を期し、灘に匹敵する酒造地域にすることを狙い、地域の個人酒造家を組織化し株式会社とすることを計画。明治21年（1888年）資本金3万円で「江井ヶ嶋酒造株式会社」を創業した。創業時に「日本魂」、明治27年（1894年）に「百合正宗」、明治28年（1895年）に「神鷹」などの清酒を発売した。
明治30年（1897年）には1900年のパリ万国博覧会にも出品。模造品防止のため明治32年（1899年）には業界で初めて手造りガラスによる製瓶工場を併設し一升瓶を開発・発売する。
大正12年（1923年）からは長男の卜部退三も経営を補佐し、兵吉を支えるが、昭和元年（1926年）12月30日に74歳で没する。

## 親族

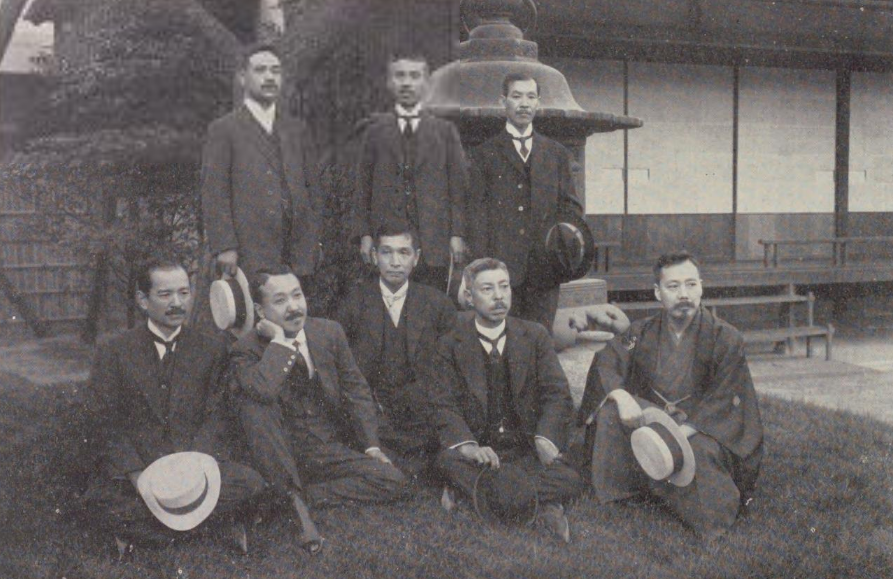
娘婿の菅原大太郎（前列左端）。安田財閥の幹部仲間と

長女のしげ（1881年生）は、安田財閥幹部となった菅原大太郎(1869年生、東京帝国大学法科大学卒)に嫁いだ。その長男・菅原太郎（1906-1987）は1930年東大文学部美学科卒業後ウィーンで演劇学を学び、帰国後東大附属図書館動務、明治大学講師を経て共立女子大学教授。その妻・極子（1909年生）は男爵千家尊福の庶子。同じく次男・菅原恒二郎（1908年）はカメラ製造「マミヤ光機製作所」の共同創業者。菅原太郎・極子の長男・菅原茂世（1937年）は化粧品製造販売「ドゥベスト」創業者。